# Устюртський заповідник
Устюртський державний природний заповідник (каз. Үстірт мемлекеттік табиғи қорығы) розташований у Каракіянському районі Мангистауської області Казахстану.

## Історія
Створено 1984 р. на площі 223,3 тисячі гектарів для охорони пустельних ландшафтів на плато Устюрт. Ідея створення заповідника на Устюрті виникла в 1960—1970-х роках у зв'язку з освоєнням пустельних просторів Західного Казахстану, що почалося в той період. Заповідник був організований 12 липня 1984 року. Мета заснування заповідника — збереження в природному стані природного комплексу північних пустель плато Устюрт, у тому числі ряду рідкісних видів фауни та флори. Заповідник перебував у віданні Головного управління заповідників та мисливського господарства при Раді Міністрів Казахської РСР.

## Місцезнаходження
У географічному районуванні територія Устюрта входить до Ірану-Туранської підобласті Афро-Азійської пустельної області, а заповідник розташований на стику Устюртського та Мангишлакського округів південної підзони пустель. Територія заповідника займає частина західного чинку плато Устюрт, тонку причинкову смугу самого плато і широке зниження Кендірлісор. Абсолютна висота — від 50 до 3000 м. Найвища точка заповідника розташована на Західному чинці Устюрта в районі криниці Кугусем (+340 м над ур.м.), найнижча — у північній частині Кендерлісора (-52 м).
Адміністрація заповідника розташована в м. Актау. Відстань між територією та адміністрацією становить понад 200 км.

## Флора і фауна
Різноманітність ґрунту зумовлює формування своєрідної флори. На глинистих ґрунтах переважають біюргунові, кейреукові; на щебнистих тасбіюргунових; на кам'янистих їжачникові, полинові, берізкові, кучерявкові; білобояловичі та саксаулові: на солончаках реомюрієві, поташникові та сарсазанові спільноти. На території заповідника трапляється близько 263 видів рослин, з них 5 червонокнижних: м'якоплідник критмолистий, катран беззубий, марена крейдяна, молочай твердобокальчастий і солянка хівінська.
Клас земноводні представлений 1 видом — жаба зелена, клас плазуни 22 видами, клас ссавці 45 видами, клас птахи 111 видами, включно з перелітними. Із них до Червоної книги занесено: птахів — 11 видів: рожевий фламінго, балабан, сапсан, стерв'ятник, степовий орел, беркут, пугач, джек, змієїд, чорночеревий рябок, коровайка; ссавців — 9 видів: устюртський муфлон, джейран, каракал, манул, перегузня, барханний кіт, медоїд, білочеревий стрілковух, гепард (вимер на території Казахстану в 1960-і рр.), леопард (з'явився замість гепарда); плазунів — 1 вид: чотирисмуговий полоз.